# Kid Mônius e Ted Tampinha
Kid Mônius e Ted Tampinha é uma dupla de criminosos das histórias em quadrinhos Disney. Os dois são criminosos que sempre acabam mal, como na maioria das histórias da Disney, onde os bandidos não se dão bem. Na maioria das vezes são perseguidos e acabam presos pela dupla Mickey e Pateta.

## Publicações
A sua primeira aparição ocorreu na história estadunidense The Treasure of Oomba Loomba, de Paul Murry, em 1966.. Esta história foi publicada no Brasil com o título de O Tesouro De Umba-Lumba na revista "Mickey" 178 de 1967.
A primeira história criada no Brasil foi Vigiando O Vigia na revista "Zé Carioca" 1139 de 1973.

## Nomes em outros idiomas
- Alemão: Der gefährliche Gregor/Zwerg Zwetschge
- Dinamarquês: Frits Farlig/Puslingen
- Finlandês: Viiksi-Vallu/Sikari-Sakari
- Francês: Mâchefer/Tom Pouce
- Holandês: Dolle Daan/Kleintje
- Indonésio: Dan McBoo Berbahaya/Idget the Midget
- Inglês: Dangerous Dan McBoo/Idgit the Midget
- Italiano: Dan il Terribile/Tappetto
- Norueguês: Farlige Fiffus/Mikro-Midas
- Sueco: Knölen/Putte